# Тинда (Олександрія)
Тинда  — район багатоповерхової забудови в Олександрії, що виник у 1980-х роках.

## Розташування
Тинда знаходиться на півдні центральної частини міста, через місцевість пролягає головна вулиця міста — Соборний проспект. На південь лежить мікрорайон Новопилипівка, від якого Тинда відділяється трасою вулицею Героїв Сталінграду. З півночі від центру масив умовно відділяється по вулиці Козацькій.

## Історія
На початку 1980-тих років на півдні міста був запланований і почав розбудовуватися житловий мікрорайон «Південний». Багатоповерхівки, переважно дев'ятиповерхові будували на місці колишнього приватного житлового сектору і садів. Серед населення офіційна назва нового житлового масиву не закріпилася, східна, віддаленіша від центру, частина отримала назву Бам чи БАМ, а західна — Тинда. Ці назви виникли за аналогією з БАМом і його містом-супутником Тиндою, які в той час забудовувалися саме багатоповерхівками.

## Опис
Мікрорайон забудований переважно багатоповерхівками, перш за все дев'ятиповерховими, подекуди збереглися залишки одноповерхової забудови. Тут розташовується школа № 17, Олександрійський колегіум, дитячі садочки № 39, 43; основні корпуси медичного училища, Будинок дитячої та юнацької творчості (колишня школа № 5).

Палац культури «Світлопільський»
Сквер на площі Попова
Колишній універмаг «Гірник» на Соборному проспекті